# La notte di San Lorenzo
La notte di San Lorenzo is een Italiaanse dramafilm uit 1982 onder regie van Paolo en Vittorio Taviani.

## Verhaal
In Toscane geldt 10 augustus als „de nacht van de vallende sterren”. Voor iedere ster mag je een wens doen. Een vrouw bidt om woorden, opdat ze haar zoon kan vertellen wat er diezelfde nacht is gebeurd in de Tweede Wereldoorlog. Tijdens de Duitse bezetting wilden de fascisten de dorpelingen laten geloven dat ze in veiligheid waren. Veel dorpelingen geloofden hen niet en zij besloten de partizanen op te zoeken. Er volgde een uittocht van dorpelingen.

## Rolverdeling
| Acteur               | Personage      |
| -------------------- | -------------- |
| Omero Antonutti      | Galvano        |
| Margarita Lozano     | Concetta       |
| Claudio Bigagli      | Corrado        |
| Miriam Guidelli      | Belindia       |
| Massimo Bonetti      | Nicola         |
| Enrica Maria Modugno | Mara           |
| Sabina Vannucchi     | Rosanna        |
| Giorgio Naddi        | Bisschop       |
| Renata Zamengo       | La Scardigli   |
| Micol Guidelli       | Cecilia        |
| Massimo Sarchielli   | Vader Marmugi  |
| Giovanni Guidelli    | Marmugi junior |
| Mario Spallino       | Bruno          |
| Paolo Hendel         | Dilvo          |